# 感想
| ウィキペディアには「感想」という見出しの百科事典記事はありません（タイトルに「感想」を含むページの一覧/「感想」で始まるページの一覧）。 代わりにウィクショナリーのページ「感想」が役に立つかもしれません。 |